# Norrsjön (Sura socken, Västmanland)
Norrsjön är en sjö i Surahammars kommun i Västmanland och ingår i Norrströms huvudavrinningsområde. Sjön har en area på 0,747 kvadratkilometer och ligger 61 meter över havet. Sjön avvattnas av vattendraget Kölstaån.

## Delavrinningsområde
Norrsjön ingår i det delavrinningsområde (662093-151565) som SMHI kallar för Inloppet i Sörsjön. Medelhöjden är 79 meter över havet och ytan är 13,39 kvadratkilometer. Räknas de 3 avrinningsområdena uppströms in blir den ackumulerade arean 33,22 kvadratkilometer. Kölstaån som avvattnar avrinningsområdet har biflödesordning 4, vilket innebär att vattnet flödar genom totalt 4 vattendrag innan det når havet efter 169 kilometer. Avrinningsområdet består mestadels av skog (79 procent). Avrinningsområdet har 0,75 kvadratkilometer vattenytor vilket ger det en sjöprocent på 5,6 procent.